# فيمي أوتيدولا
أولوفيمي بيتر أوتيدولا (بالإنجليزية: Olufemi Peter Otedola)‏ (من مواليد 4 نوفمبر 1962) هو رجل أعمال وفاعل خير نيجيري. وهو الرئيس السابق لشركة فورتي أويل بي إل سي، وهو الرئيس التنفيذي الحالي لشركة جيرجو باور بي إل سي.
أوتيدولا هو أيضًا مؤسس شركة زينون للبترول والغاز المحدودة، وصاحب عدد من الشركات الأخرى في مجالات الشحن والعقارات والتمويل. وقد استثمر مؤخرًا في توليد الطاقة كجزء من تحرير القطاع في نيجيريا.

## النشأة
ولد أوتيدولا في إبادان، عاصمة ولاية أويو، جنوب غرب نيجيريا، لعائلة المرحوم السير مايكل أوتيدولا، حاكم ولاية لاغوس من عام 1992 إلى عام 1993. وهو من عرقية اليوروبا.

## حياته الشخصية
تولاني، ابنة فيمي أوتيدولا الأولى، مغنية. ولدت لأوتيدولا وزوجته السابقة أولاينكا أودوكويا. في وقت لاحق، تزوج فيمي من نانا أوتيدولا وأنجبا ابنتان أخريان - فلورنس إيفيولوا وإليزابيث تيمي - وابنًا اسمه فيوا. فلورنس أوتيدولا، المعروفة أيضًا باسم دي جي كابي، هي منسقة أغاني ومنتجة موسيقى، بالإضافة إلى كونها سفيرة السياحة لنيجيريا. أختها الصغرى، تيمي، ممثلة ومدونة أزياء ومصممة طموحة. يمتلك أوتيدولا منازل في لاغوس وأبوجا ودبي ولندن ومدينة نيويورك.